# Sân bay Khatanga
Sân bay Khatanga (ICAO: UOHH) là một sân bay ở Krasnoyarsk Krai, Nga cách Khatanga 1 km về phía Đông Nam. Đây là sân bay chính phục vụ các loại máy bay tầm trung. Các máy bay đánh chặn đã được đặt cơ sở tại đây thập niên 1970 và sân bay có lẽ là nơi dàn quân từ Bratsk. Ngày nay, sân bay này là trung tâm phục vụ du khách khám phá Bắc Cực thông qua Sredny Ostrov, tuy nhiên vùng Bắc Cực vẫn là một khu vực quân sự nhạy cảm và Khatanga là nơi dừng chân đầu tiên đòi hỏi phải có giấy phép của biên phòng của Cục an ninh Liên bang border guards.